# .test
.test域名是由互联网工程任务组（IETF）在RFC 2606（1999年6月）文件中规定在互联网域名系统(DNS)中所被保留的不被安装为顶级域的域名标签，且不应用于生产使用。

## 保留DNS名称
互联网工程任务组于1999年保留了 example、invalid、localhost和test四个域名标签，以免被安装入域名系统中的根区（root zone）。
之所以要保留这些顶级域是为了减少发生冲突和混淆的可能性。这限制了这些名称只能用于文档或本地测试场景之中。

## 类型
IANA分成了以下几种顶级域名：
- 基础架构顶级域（ARPA）
- 通用顶级域（gTLD）
- 受限通用顶级域（grTLD）
- 赞助类顶级域（sTLD）
- 国家和地区顶级域（ccTLD）
- 测试顶级域（tTLD）